# Валтер фон Кронберг
Валтер фон Кронберг (на немски: Walther von Cronberg) е тридесет и осмият Велик магистър на рицарите от Тевтонския орден. Със секуларизацията на ордена в пруските територии неговата титла губи старото си значение, поради което Валтер е наричан „Администратор на собствеността на Великия магистър“. Това се дължи и на факта, че той застава начело без да е избран от събор на ордена, а след като се позовава на правото си като предводител на Ливонския клон на ордена – след като предишният Велик магистър Албрехт е отлъчен от църквата заради обръщането си към протестантството. Валтер не успява да спре реформацията на вярата в ордена; със загубата на Мариенбург и Кьонигсберг Валтер мести седалището на ордена обратно в Мергентхайм.